# دژ هوانگنیونگ
دژ هوانگنیونگ (کره‌ای: 황룡산성; هانجا: 皇龍山城)، یک دژ سنگی باستانی متعلق به امپراتوری گوگوریو است که در موقعیت فعلی شهرستان ریونگگانگ، واقع در شهر نامپو، کره شمالی، قرار گرفته است. این اثر تاریخی به عنوان «گنجینه ملی شماره ۳۷ کره شمالی» شناخته شده است. ابعاد دژ شامل ارتفاعی بین ۱۰ تا ۱۱ متر، عرض ۶ تا ۸ متر و محیطی به طول ۶٫۶ کیلومتر است.

## تاریخچه
این قلعه در زمان حکمرانی امپراتوری گوگوریو در سمت غرب، وظیفه حفاظت پیونگ‌یانگ از پایتخت گوگوریو را بر عهده داشت. دیوارهای این دژ شامل ۸ قله اصلی و ناحیه کوهستانی اوسوک است که به هم متصل می‌شوند. مطابق با تاریخ‌نگاری سامگوک ساگی، این دژ از اوایل سده پنجم میلادی چندین بار گسترش یافته و در دوران حکومت امپراتور گوانگ‌گه‌تو بزرگ، تغییرات و بهبودهای بیشتری در ساختار آن صورت گرفت. با گذشت زمان، امپراتور جانگسو به‌طور رسمی پایتخت را به پیونگ‌یانگ منتقل کرد و در این دوره، مجموعه‌ای از دژهای دیگری نیز ساخته شدند که بر اهمیت نظامی و استراتژیک این منطقه افزوده است. این دژها نه تنها به عنوان نقاط دفاعی، بلکه به عنوان نماد قدرت و شکوه امپراتوری نیز به‌شمار می‌رفتند و نقش مهمی در تاریخ منطقه ایفا کردند.
این مکان به دلیل اهمیت بالا در دفاع از شمال شبه‌جزیره کره، همواره مورد توجه پادشاهان قرار داشته است. در سال ۱۶۷۵، پادشاه سوکجونگ تصمیم به بازسازی بخش شمالی این دژ گرفت تا بتواند قدرت دفاعی کشور را تقویت کند. این بازسازی شامل ایجاد دیوارهای بیرونی در اطراف سه دروازه اصلی دژ بود، به جز ضلع شرقی که از این اقدام مستثنی شد. همچنین، دروازه‌ای به نام دروازه عید پاک نیز وجود دارد که فاقد دیوارهای جلو است. این اقدامات نشان‌دهنده اهمیت استراتژیک این دژ در تاریخ کره است و تلاش برای حفظ امنیت و دفاع از سرزمین را به تصویر می‌کشد. این دژ نه تنها به عنوان یک ساختار دفاعی، بلکه به عنوان نمادی از تاریخ و فرهنگ کره نیز شناخته می‌شود.